# Tęczowy kapitalizm

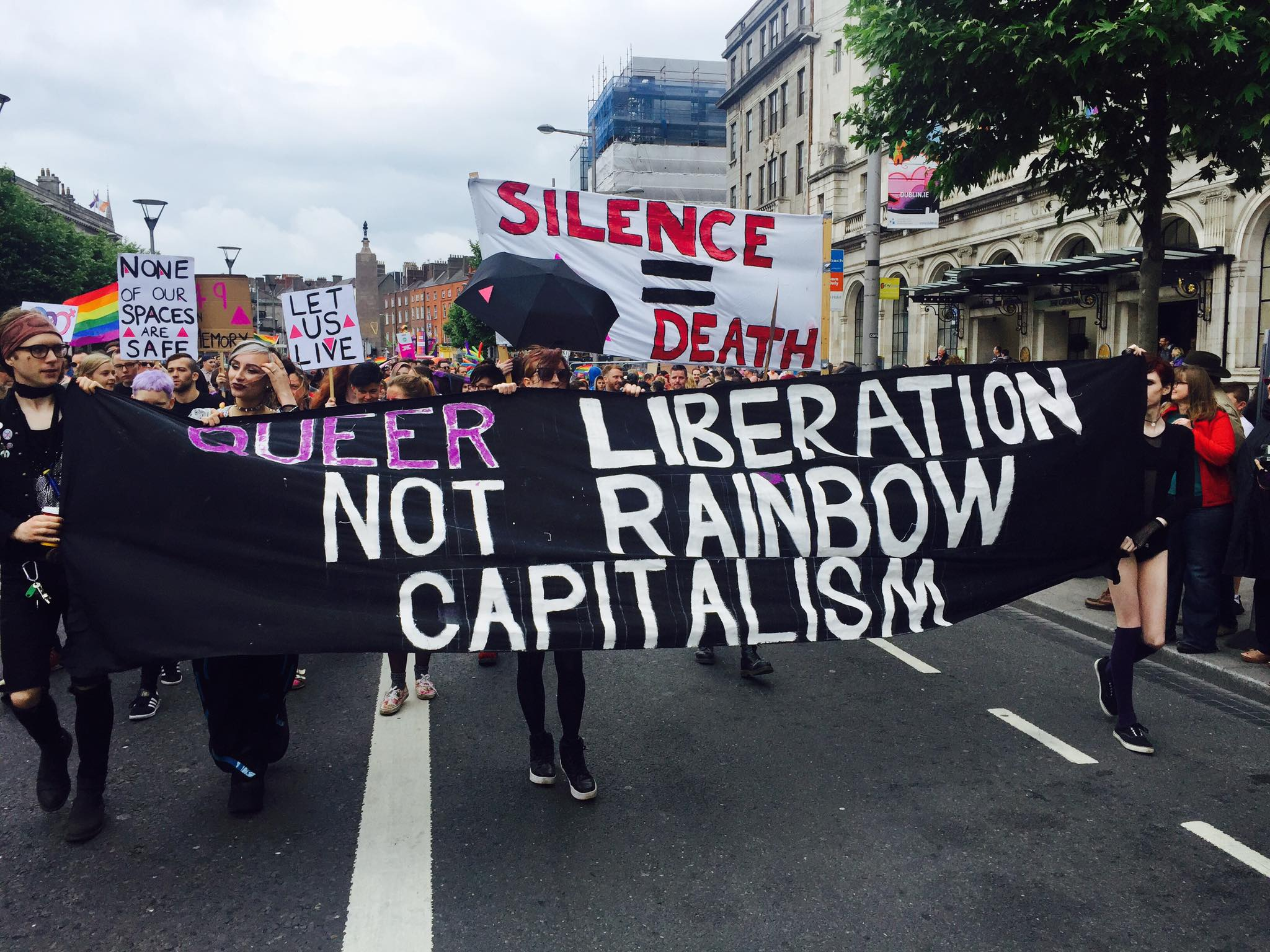
Blok protestujący przeciwko tęczowemu kapitalizmowi podczas Dublin Pride w 2016.

Tęczowy kapitalizm (również różowy kapitalizm) – posługiwanie się symboliką ruchu LGBT+ i sygnalizowanie wsparcia dla różnorodności seksualnej w ramach kapitalizmu, konsumpcjonizmu, gentryfikacji i gospodarki rynkowej, postrzegane przez część środowisk LGBT szczególnie krytycznie z powodu nieszczerości intencji, wyzysku oraz ignorowania problemów osób należących do niższych klas społecznych.
Praktyki stosowane w ramach tęczowego kapitalizmu skierowane są przede wszystkim do osób z klasy średniej i większych ośrodków miejskich, które mają wystarczającą siłę nabywczą, aby generować opłacalność usług rynkowych adresowanych specjalnie do nich. Usługi takie to np. bary i kluby nocne, turystyka LGBT lub konsumpcja dóbr i usług kulturowych.
Pojęcie to jest często przywoływane w dyskusjach na temat definiowania przez firmy nowych wzorów konsumpcji. Na przykład trendy w modzie wyznaczane przez kanony reklamowe wykorzystujące tęczowy kapitalizm są czasem postrzegane jako popychające społeczności zróżnicowane płciowo w kierunku społecznie akceptowanych standardów seksualnych.

## Kontekst historyczny

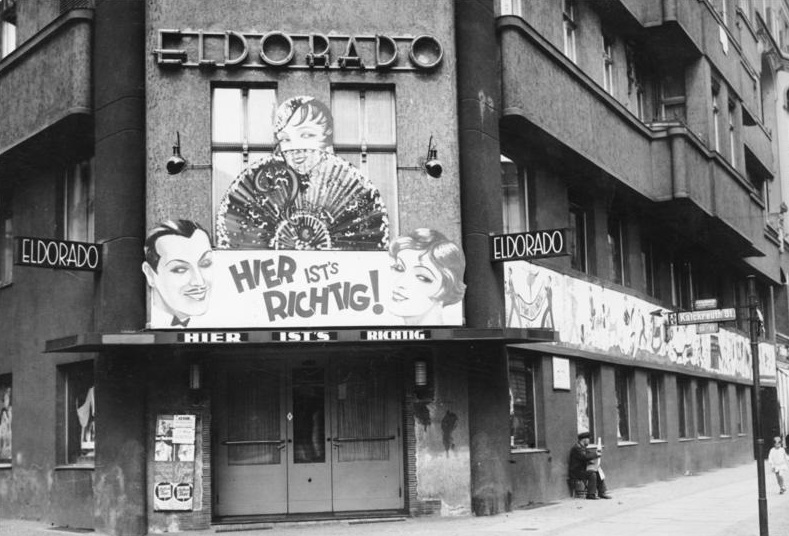
Klub przy ulicy Motzstraße w Berlinie należący do sieci klubów nocnych Eldorado, które uchodziły za miejsca przyjazne osobom nieheteronormatywnym i pełniły ważną rolę w życiu kulturowym Berlina do momentu dojścia nazistów do władzy.

Według niektórych autorów, globalna ewolucja „tęczowego kapitalizmu” przebiegała równolegle do rozwoju nowoczesnego kapitalizmu na Zachodzie. Choć historyczne dowody wskazują, że różnorodność seksualności istniała od zawsze, można wyróżnić różne okresy w rozwoju przedsiębiorstw skierowanych do społeczności LGBT, które przyczyniły się do konstruowania zróżnicowanych tożsamości seksualnych.

### Początki
Od końcowych dziesięcioleci XIX wieku w miastach Europy i Stanów Zjednoczonych istniały bary, kabarety, domy publiczne, a nawet czasopisma skierowane specjalnie do społeczności LGBT. Choć członkowie społeczności LGBT byli jeszcze często publicznie prześladowani, powstanie tych firm odpowiadało początkowi pierwszych działań na rzecz praw tych osób. Tendencja ta upadła między pierwszą a drugą wojną światową i powstaniem faszyzmu w Europie.

### Powstawanie społeczności
Po II wojnie światowej kultura zachodnia znalazła się pod wpływem homofobii wynikłej z faszyzmu. Choć konsumpcjonalizowanie LGBT pozostawało marginalne, w tym czasie powstawały różne stowarzyszenia homofilskie, które poprzez spotkania, publikacje czy imprezy charytatywne starały się propagować tolerancję wobec homoseksualizmu w społeczeństwie. Stowarzyszenia te przeciwstawiały się zachowaniom uznawanym za nieprzyzwoite, takimi jak rozwiązłość, prostytucja, sauny i czasopisma erotyczne.

### Przełom i ruch w mediach
Zamieszki w Stonewall w 1969 zapoczątkowały ruch wyzwolenia LGBT, charakteryzujący się zwiększoną publiczną widocznością homoseksualizmu, dążeniem do jego dekryminalizacji oraz zwiększoną integracją społeczną i polityczną. Ruch ten spowodował negatywną reakcję społeczną, częściowo napędzaną przez pandemię HIV/AIDS, co z kolei doprowadziło do rozwoju ruchu queerowego przez dyskryminowane grupy gejowskie.
W latach 90. dyskryminacja społeczności gejowskiej zmniejszyła się, co poszerzyło dostęp osób LGBT do wcześniej heteronormatywnych zawodów. Spowodowało to zwiększenie siły nabywczej społeczności LGBT, czyli powstanie „tęczowych pieniędzy”. Zwłaszcza homoseksualiści stanowili dużą część tej siły nabywczej. Trend ten jest ściśle związany z trendem DINK, czyli upowszechnienia się modelu związków, w których obie strony pracują i nie mają dzieci.
Procesy te są szczególnie widoczne w dynamice dzielnic homoseksualnych, które przyciągają osoby LGBT przystępnością cenową i bezpieczeństwem socjalnym, jakie daje mieszkanie z innymi mniejszościami seksualnymi. Dzielnice te, po zmniejszeniu się ich społecznej stygmatyzacji, stały się „modne”, a następnie stopniowo ulegały procesowi gentryfikacji. Rosnące ceny wypędzały ludność LGBT, która nie mogła sobie pozwolić na nowe wydatki. Równolegle z tymi wydarzeniami rozwijał się coraz bardziej wyspecjalizowany rynek wokół społeczności. Rynek ten służy w szczególności potrzebom społeczności poprzez sprzedaż usług i produktów przeznaczonych wyłącznie do zaspokojenia ich potrzeb. Z kolei różne firmy i przedsiębiorstwa zaczęły włączać obronę praw osób LGBT do swoich polityk i kodeksów postępowania, a nawet finansować wydarzenia związane z LGBT.

## Mechanizmy

### Niepełny charakter wyzwolenia
Niektórzy twierdzą, że społeczeństwo kapitalistyczne nie zaakceptowało w równym stopniu wszystkich osób zróżnicowanych płciowo, a większa tolerancja społeczna istnieje wtedy, gdy osoby LGBT mają większy dostęp do zasobów, wiążąc dyskusje na temat tożsamości seksualnej z dyskusjami na temat płci, pochodzenia etnicznego, zdolności i klasy społecznej. Wielu krytyków utrzymuje, że tylko homoseksualni, cispłciowi, zachodni, sprawni, biali, mieszkający w miastach i należący do klasy średniej lub wyższej mężczyźni są akceptowani w społecznym kontekście konsumpcji.
Ramy te mogą promować homogeniczny i heteronormatywny ideał homoseksualisty, który charakteryzuje się określoną urodą, umięśnionym i hiperseksualnym ciałem, męskim zachowaniem, sukcesem zawodowym i określoną siłą nabywczą. Tym samym ramy te ustalają, które ciała są pożądane, a które nie i marginalizują tych, którzy nie pasują do tego estetycznego modelu, nawet z samej społeczności gejowskiej.
Tęczowy kapitalizm zaowocował wprawdzie uzyskaniem pewnych symbolicznych praw (takich jak równe małżeństwa czy uznanie tożsamości płciowej), ale prawa te są podporządkowane zasobom, dochodom i pozycji społecznej ludzi. W związku z tym, tendencja ruchów queer nie zdefiniowała programu politycznego, ale zamiast tego dostosowała heteropatriarchalny i heteronormatywny kapitalizm do nowej formy. Ten nowy kapitalizm zawiera wizję społeczną rodziny, własności, cielesności, organizacji gospodarczej zaczerpniętą wprost ze społeczności heteroseksualnej.

### Ruch queerowy i polityka
Chociaż pierwsze ruchy polityczne opowiadające się za swobodami seksualnymi (takie jak queerowy anarchizm) należały do radykalnej lewicy, żądania LGBT dopiero z opóźnieniem zostały włączone do walki politycznej bardziej umiarkowanej lewicy – w dużej mierze przez tęczowy kapitalizm. W przeszłości lewica polityczna traktowała ruch LGBT (podobnie jak feminizm) jako ekstrawagancję, nie zwracając uwagi na specyficzne potrzeby osób nieheteroseksualnych. Zwraca się uwagę, że lesbijki, transseksualiści i geje mogą być relegowani do niewykwalifikowanych zawodów, ponieważ nie posiadają określonej patriarchalnej męskości.
Obecnie ruch LGBT jest coraz częściej wykorzystywany do celów politycznych i ekonomicznych; osiągnięcie „symbolicznych praw” dla społeczności ma być często wykorzystywane do uzasadnienia czerpania zysków z manifestowania tożsamości seksualnej. Jako przykłady tęczowego kapitalizmu podaje się ochronę praw osób LGBT w celu udzielenia pomocy krajom rozwijającym się oraz wykorzystywanie równości osób LGBT do wspierania nacjonalistycznej i antyimigracyjnej polityki.

## Współczesny sprzeciw

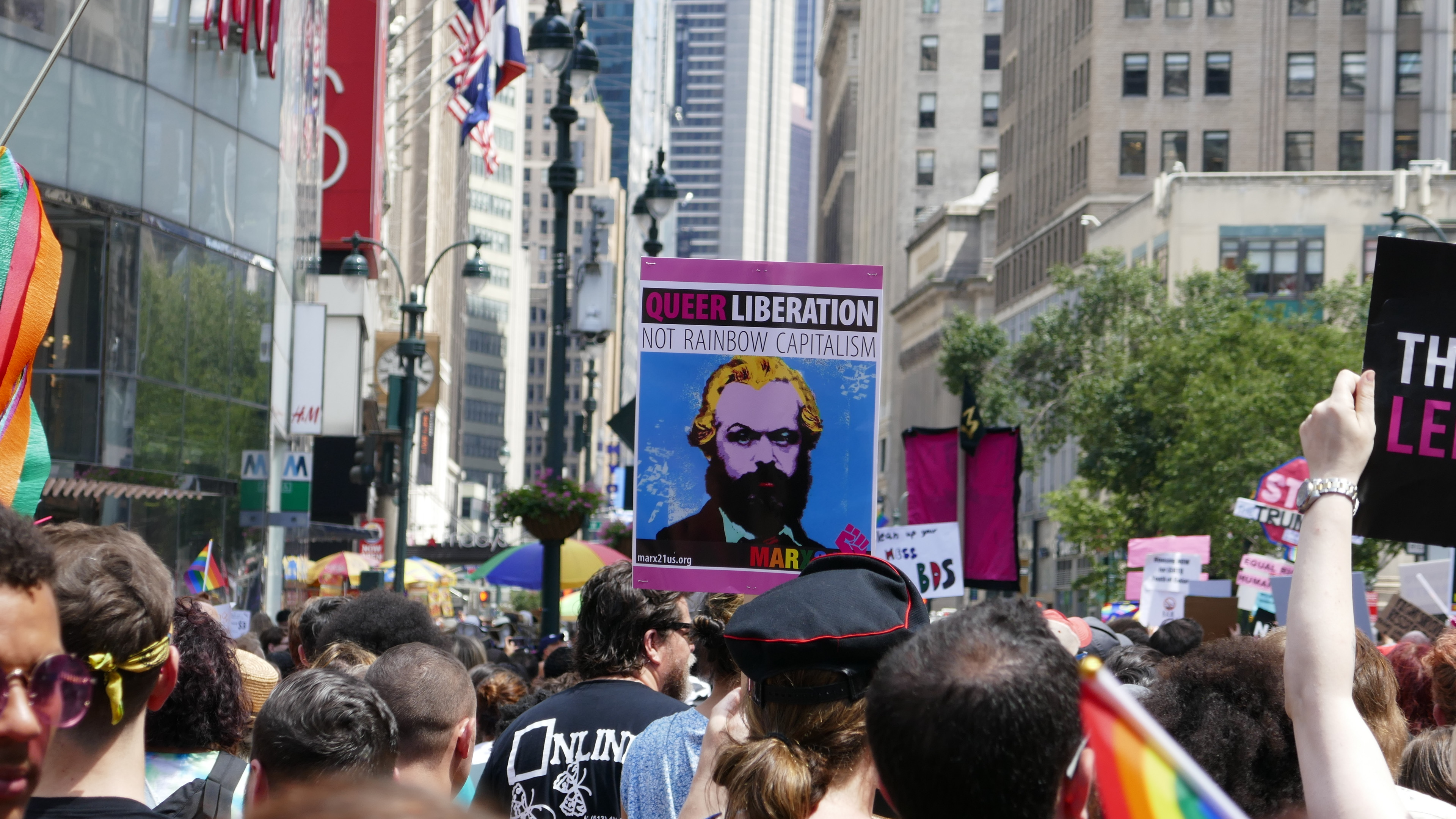
Znak z napisem „Queer Liberation, Not Rainbow Capitalism” (pol. „Queerowe wyzwolenie, nie tęczowy kapitalizm”) podczas Queer Liberation March w 2019.

W wielu częściach świata od dziesięcioleci istnieją grupy polityczne, które potępiają tęczowy kapitalizm i utowarowienie praw osób LGBT, często występujące jako queerowe lub tęczowe bloki w ramach parad równości.

### W Hiszpanii
Po uchwaleniu równości małżeńskiej w Hiszpanii, członkowie społeczności LGBT poczuli, że Parada Równości nie jest już demonstracją protestu, a zamiast tego staje się biznesem turystycznym. Od 2006 na przedmieściach Madrytu odbywają się corocznie demonstracje przeciwko utowarowieniu LGBT, zwane Alternative Pride lub Critical Pride (hiszp. Orgullo Alternativo lub Orgullo Crítico).
Pierwsza Critical Pride odbyła się pod hasłami nawołującymi do uwzględniania odmiennej seksualności, niezależnie od warunków ekonomicznych, płci, pochodzenia etnicznego, wieku i klasy społecznej a także innych czynników. W późniejszym czasie impreza przyjęła nazwę Critical Parade, opierając się po części na sprzeciwie wobec tęczowego kapitalizmu. Ruchy w innych miastach, takich jak Barcelona i Sewilla, również organizowały takie wydarzenia.

#### Trans Październik

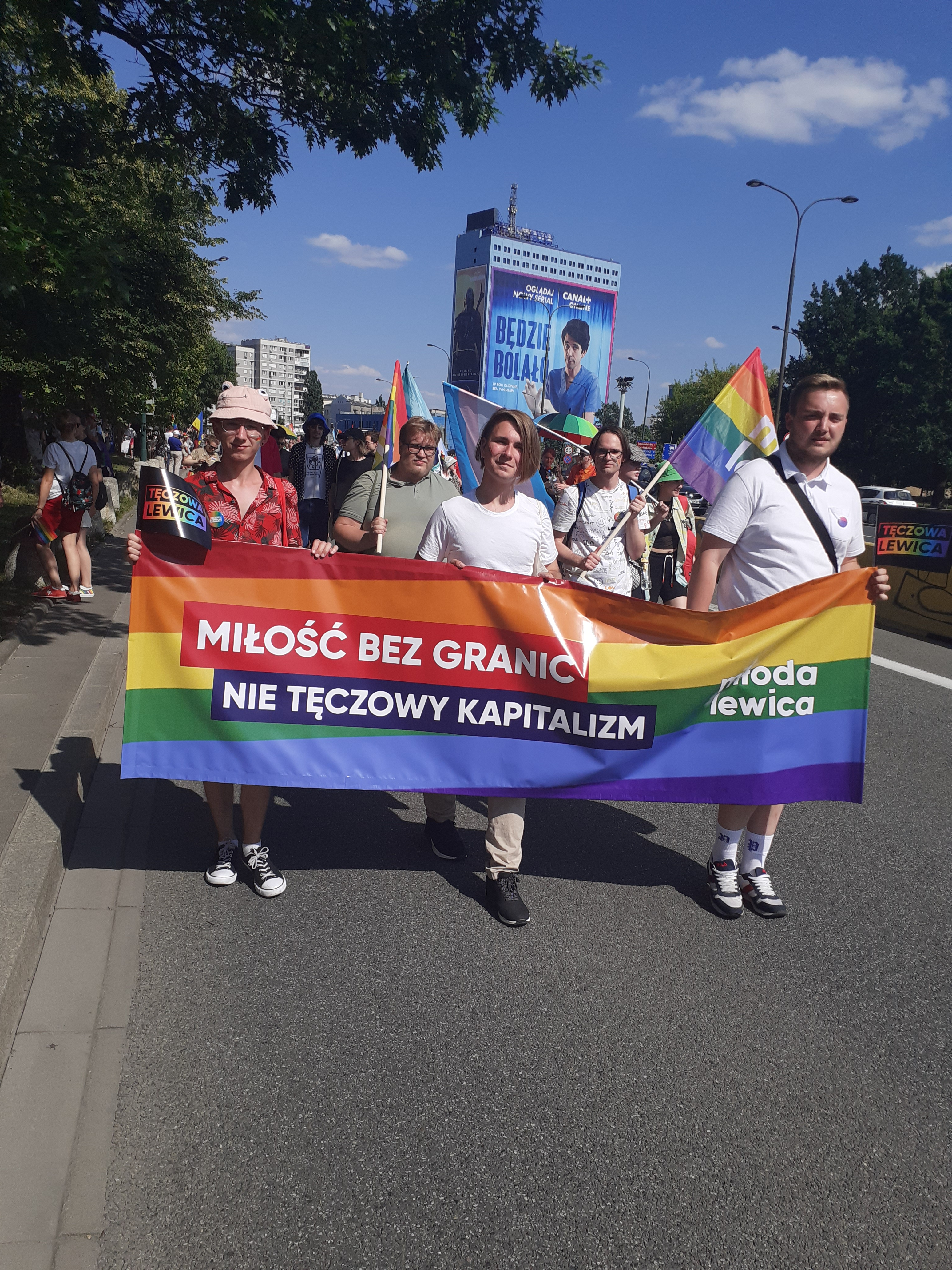
Baner Młodej Lewicy przeciwko tęczowemu kapitalizmowi w trakcie Parady Równości w 2022.

W 2011, na fali protestów Ruchu M-15, zainicjowano Międzynarodowy Dzień Akcji na rzecz Depatologizacji Trans, aby upomnieć się o przestrzeń społeczną dla innych tożsamości, które nie mieszczą się w binarnym systemie płci. Co roku w październiku organizowane są różne działania w ramach Octubre Trans (z hiszp. Październik Trans), aby zakwestionować heteropatriarchat i tęczowy kapitalizm.

### W Wielkiej Brytanii
W 2015 roku, festiwal równości Pride w Glasgow zaczął pobierać opłatę za uczestnictwo. W odpowiedzi na to, grupa aktywistów zorganizowała Free Pride Glasgow, wydarzenie, które odbywa się tego samego dnia jako alternatywna inicjatywa o charakterze radykalnym, antykomercyjnym i integracyjnym. Free Pride Glasgow koncentruje się bardziej na aspektach antysystemowych, niż jego płatny odpowiednik.

### W Polsce
W 2017 roku, na Paradzie Równości w Warszawie widoczny był udział korporacji Google, która była jedną z firm współfinansujących paradę. Rok później odnotowano tam więcej korporacji, m.in.: Microsoft, Google, IBM, Royal Bank of Scotland, Ben&Jerry’s, Netflix, MTV, Goldman Sachs czy Sony Music Polska. W 2019 oprócz wyżej wymienionych dołączyły również Procter&Gamble oraz Discovery. Tęczowy kapitalizm jest jednak krytykowany i odrzucany przez środowiska radykalnie lewicowe, np. Federację Anarchistyczną, Manifę czy Rytmy Oporu.